# 범아메리카주의
범아메리카주의(Pan-Americanism) 또는 범미주의(汎美主義)는 미국의 지도 아래 아메리카 대륙 여러 나라가 공통의 이익과 안전을 위하여 협력제휴한 운동이다. 이 운동은 라틴아메리카 제국이 스페인의 재정복에 대항하는 방위를 협의하려고 시몬 볼리바르의 제창으로 개최된 1826년의 파나마 회의로 시작된다. 1889년까지 라틴아메리카 제국의 운동은 유럽 제국에 대한 안전보장, 미국에 대한 공동 방위를 주된 목적으로 했다. 그러나 1889년, 미국의 초청으로 열린 제1회 범미회의는 미국의 주도 아래 라틴아메리카 제국의 결속을 도모하려 했다. 그 결과 ‘범미연합’이 설치되었다. 그러나 미국의 카리브 제국에의 간섭, 파나마 독립 원조, 파나마 운하 건설 후의 적극적인 제국주의 정책은 라틴아메리카 제국의 반감을 높이 샀다.

## 같이 보기
- 라틴아메리카